# Nipponaphera paucicostata
Nipponaphera paucicostata là một loài ốc biển, là động vật thân mềm chân bụng sống ở biển trong họ Cancellariidae.